# Wednesbury
Wednesbury è una località della contea delle West Midlands, in Inghilterra.